# Alfred Pacquement
Alfred Pacquement, né le 27 décembre 1948 à Paris, est conservateur général honoraire du patrimoine. Il a en particulier été directeur du musée national d'Art moderne de 2000 à sa retraite en 2013.

## Carrière
Il commence sa carrière comme chargé de mission au Centre national d'art contemporain, puis il intègre les équipes du futur Centre Beaubourg qui deviendra le Centre Pompidou.
De 1974 à 1987, il est conservateur au Musée national d'art moderne au sein du Centre Pompidou. Il occupe successivement les fonctions de responsable de la coordination des expositions puis de responsable de l'art contemporain.
En 1987, il rejoint la délégation aux arts plastiques au Ministère de la Culture en tant qu'Inspecteur général de la Création artistique.
De 1990 à 1993, il est nommé à la direction de la Galerie nationale du Jeu de Paume dont il est le premier directeur.
Il est nommé Délégué aux arts plastiques au Ministère de la Culture en 1993.
Puis, en 1996, il s'installe rue Bonaparte et prend la direction de l'École nationale supérieure des beaux-arts jusqu'en 2000.
De 2000 à 2013, il est directeur du musée national d'art moderne au Centre Pompidou,,.
Le 1er juillet 2019, il est nommé président de l'Etablissement Public de Coopération Culturelle du Musée Soulages de Rodez, structure qui regroupe l'Etat, la région et les collectivités locales.
Il occupe à ce jour la présidence de la Fondation Bemberg, située à Toulouse.

## Famille
Alfred Pacquement est le père de l'artiste Tadzio.

## Publications
- Henri Michaux, peintures, Paris, Gallimard, 1993.
- Richard Serra, Paris, Centre Georges-Pompidou, 1993.

## Décorations
- Commandeur de l'ordre des Arts et des Lettres Il est fait commandeur le 13 novembre 1993[5].
- Chevalier de la Légion d'honneur (14 juillet 2002), promu  Officier (1er janvier 2013)
- Officier de l'Ordre national du Mérite (8 mai 2007)
- Commandeur de l'Ordre royal norvégien du Mérite (2015)[6]